# Mangun Jayo (Tebo Tengah)
Mangun Jayo is een bestuurslaag in het regentschap Tebo van de provincie Jambi, Indonesië. Mangun Jayo telt 2729 inwoners (volkstelling 2010).